# Město 6. Října
Město 6. října (arabsky مدينة السادس من أكتوبر Madīnat as-Sādis min Uktūbar, v egyptské výslovnosti es-Sádis min Októbar nebo jen Sitt Októbar) je satelitní město vybudované v poušti 32 km jihozápadně od centra Káhiry, v provincii Gíza.
Bylo založeno v roce 1979 a pojmenováno podle dne, kdy egyptská armáda překročila Bar Levovu linii. Má okolo půl milionu obyvatel, plánuje se rozšíření až na tři miliony.
Pod 6. říjen patří i dosud (2015) nedostavěné předměstí Šajcha Zájeda (Madīnat aš-Šaykh Zāyd).
Město je důležitým centrem automobilového průmyslu,
nachází se zde sedm soukromých vysokých škol,
velké nákupní centrum Mall of Arabia (Múl al-ˀArab)
a sídlo Confederation of African Football.